# Quentin Tarantino
Quentin Jerome Tarantino (ur. 27 marca 1963 w Knoxville) – amerykański reżyser, scenarzysta i aktor filmowy, sporadycznie także producent, jeden z głównych przedstawicieli postmodernizmu filmowego (obok Davida Lyncha oraz braci Coen). Jest członkiem Amerykańskiej Akademii Sztuk i Nauk.
Karierę rozpoczął jako twórca scenariuszy do filmów Urodzeni mordercy i Prawdziwy romans. Sławę jako reżyser zdobył pastiszami dramatów gangsterskich (Wściekłe psy, Pulp Fiction – nagrodzony Złotą Palmą i Oscarem), charakterystycznymi ze względu na brutalność, rozbudowane dialogi i nawiązania do kultury masowej. Dalszy etap jego twórczości stanowią między innymi dramat Jackie Brown, dwuczęściowy film sensacyjny Kill Bill, komediodramat wojenny Bękarty wojny i western Django. W swoich filmach Tarantino eksponuje swą fascynację kinem, tworząc kolaże różnych stylów i gatunków.
Przewodniczył jury konkursu głównego na 57. MFF w Cannes (2004) oraz na 67. MFF w Wenecji (2010).

## Życiorys

### Dzieciństwo i młodość
Urodził się 27 marca 1963 roku w Knoxville w stanie Tennessee. Jego matka, Connie Tarantino, była pielęgniarką, natomiast jego ojciec, Tony Tarantino, muzykiem. Rodzice rozstali się przed jego urodzeniem, po czym jego ojczymem został Curt Zastoupil. Kiedy Quentin Tarantino miał dwa lata, przeprowadził się wraz z matką i ojczymem do miasta Torrance w Kalifornii. Uczęszczał do szkoły średniej w dzielnicy Harbor City w Los Angeles, jednak porzucił ją w dziewiątym roku nauki, w wieku 16 lat. Po latach wspomina, że jedynym przedmiotem, który lubił, była historia.
Po porzuceniu dalszej nauki Tarantino, zafascynowany od dzieciństwa kinem, poszukiwał różnych zajęć. W wieku 16 lat pracował jako bileter w kinie pornograficznym, po czym został wyrzucony z pracy za kłamstwo co do wieku. W wieku 22 lat zatrudnił się w wypożyczalni kaset wideo w Manhattan Beach California, co pozwoliło mu na „chłonięcie” kina różnych specjalności i miało znaczący wpływ na jego dalszą karierę. W owej wypożyczalni Tarantino poznał – podobnie jak on zafascynowanego filmami – Rogera Avary’ego.
W 1985 roku Tarantino wraz z Craigiem Hamannem, którego poznał na kursach aktorskich, zaczął kręcić na taśmie szesnastomilimetrowej amatorski film zatytułowany My Best Friend’s Birthday. Nie został on jednak ukończony z powodu pożaru materiału filmowego oraz narastających trudności w produkcji.

### Kariera

#### Początek twórczości

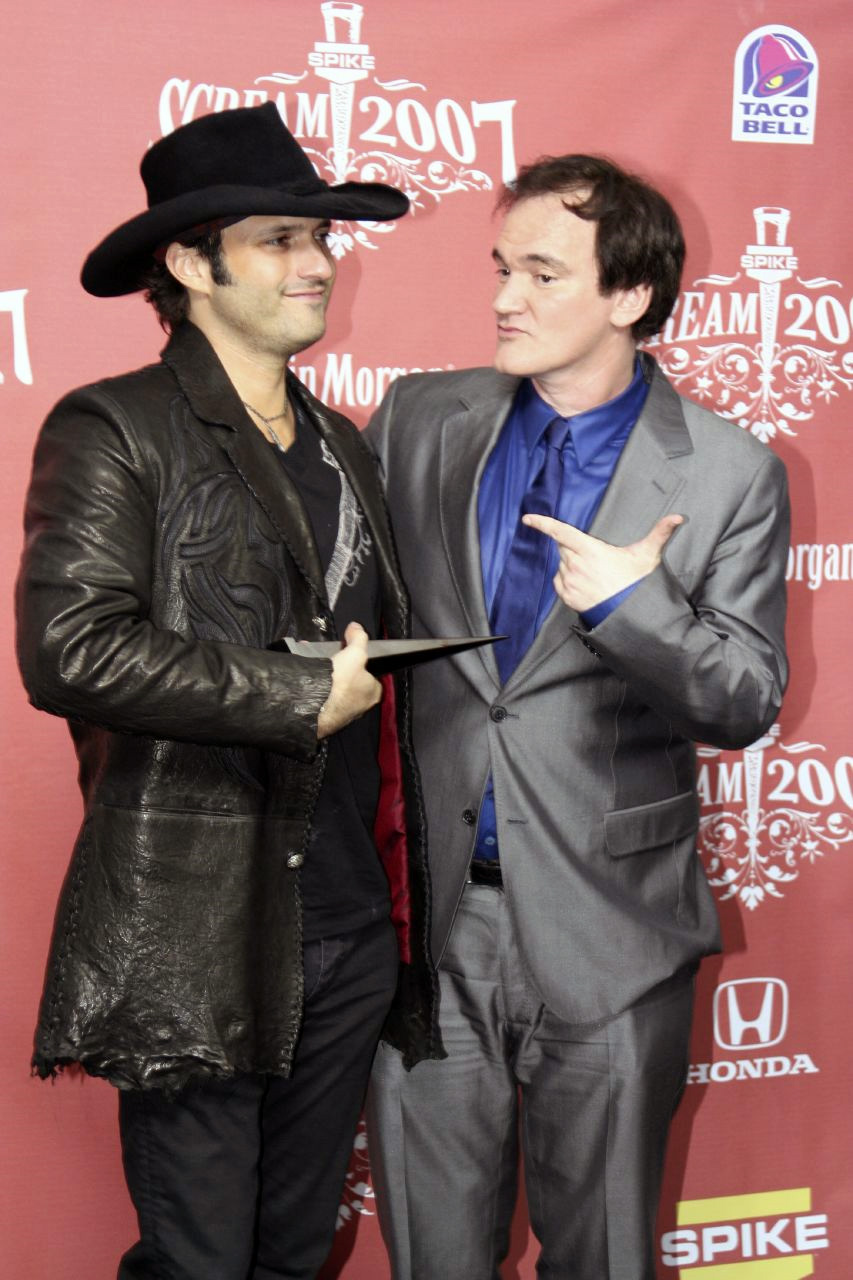
Tarantino często pracuje z Robertem Rodriguezem

Podczas pracy w wypożyczalni Tarantino opracował scenariusze dwóch filmów: Urodzeni mordercy i Prawdziwy romans. Pierwszy z nich sprzedał Oliverowi Stone’owi, a drugi Tony’emu Scottowi. W ten sposób Tarantino zebrał pieniądze potrzebne do stworzenia własnego filmu. W 1990 roku przeniósł się wraz z Avarym do wytwórni Cinetel Productions, gdzie zdołał podsunąć producentowi Lawrence’owi Benderowi pomysł na film pod tytułem Wściekłe psy. Dzięki wsparciu finansowemu zafascynowanego scenariuszem aktora Harveya Keitela budżet filmu został zwiększony z 35 000 do 1 500 000 dolarów amerykańskich (równowartość około 2 480 000 dolarów amerykańskich w 2012 roku). Wściekłe psy, które zostały opublikowane w 1992 roku i traktowały o szóstce gangsterów szukających zdrajcy po problematycznym skoku na sklep jubilerski, odniosły znaczący sukces, uzyskując pozytywne recenzje krytyków za wartką, acz kameralną akcję, czarny humor i sprawność warsztatu realizatorskiego. W filmie dostrzegano wpływy różnych twórców, na przykład Stanleya Kubricka, Martina Scorsese czy Sergia Leone. Tarantino otrzymał nagrodę Międzynarodowej Federacji Krytyków Filmowych (FIPRESCI) na festiwalu w Toronto. Podczas pobytu w Toronto Tarantino spotkał również niezależnego reżysera, Roberta Rodrigueza, z którym miał okazję później wielokrotnie współpracować.
Popularność Wściekłych psów pozwoliła Tarantino na zawarcie kontraktu z wytwórnią Miramax. Nowy film jego autorstwa otrzymał budżet 8 milionów dolarów (ponad 12,5 miliona dolarów według cen z roku 2012). Tematyką Pulp Fiction, do którego Tarantino pisał scenariusz wraz z Rogerem Avarym, były trzy nowele gangsterskie inspirowane powieściami brukowymi, w których wystąpili między innymi Samuel L. Jackson i John Travolta. Również ten film został entuzjastycznie przyjęty przez krytyków, którzy zwracali uwagę na niezwykle staranne dialogi, znakomitą grę aktorską oraz nowatorski sposób opowiadania. Wpływ Pulp Fiction był doniosły, jako że film ten stanowił dzieło o całkowicie zaburzonej chronologii akcji, swobodnie mieszające różne style XX wieku i produkty kultury masowej. Właśnie z tego względu jury konkursu głównego na 47. MFF w Cannes przyznało filmowi Złotą Palmę – ku oburzeniu części publiczności, która za faworyta festiwalu uznawała Trzy kolory. Czerwony w reżyserii Krzysztofa Kieślowskiego. Dzięki Pulp Fiction Tarantino otrzymał Złoty Glob za scenariusz i siedem nominacji do Nagrody Akademii Filmowej – Oscara; walkę o miano najlepszego filmu przegrał z filmem Forrest Gump w reżyserii Roberta Zemeckisa, ale ostatecznie otrzymał wraz z Avarym statuetkę za najlepszy scenariusz oryginalny.
Tarantino, uznany przez krytyków po sukcesie Pulp Fiction za twórcę innowacyjnego dla branży filmowej, umocnił współpracę z Rodriguezem (jednocześnie tu rozeszły się jego drogi z Rogerem Avarym). Zagrał epizodyczną rolę w jego dziele Desperado (1994), natomiast w 1995 roku wraz z nim oraz dwojgiem innych twórców niezależnych, Allison Anders i Alexandre’em Rockwellem, nakręcił kooperacyjny film Cztery pokoje. Quentinowi Tarantino do reżyserii przypadła, inspirowana serialem Alfred Hitchcock przedstawia, nowela Człowiek z Hollywood. Grał on w niej zepsutego hollywoodzkiego reżysera każącemu hotelarzowi (Tim Roth) obciąć palec swojemu koledze. Nowela Tarantino, jak również i cały film, została jednak negatywnie przyjęta przez krytyków ze względu na pozbawione humoru dialogi i potraktowana jako niewypał. Status gwiazdy Tarantino mocno nadwyrężył również drugoplanową rolą w filmie Włącz się do gry (1995) w reżyserii Jacka Barana, a także występem w wyreżyserowanym przez Rodrigueza i negatywnie przyjętym przez krytyków horrorze Od zmierzchu do świtu, do którego napisał scenariusz.
Swoją zachwianą pozycję Tarantino próbował odbudować dramatem gangsterskim Jackie Brown na podstawie powieści Elmore’a Leonarda o stewardesie, która zostaje przyłapana na przemycie pieniędzy i narkotyków przez policjantów, próbujących wymusić na niej zeznania obciążające szefa. Film ten stanowił odniesienie do tradycji kina „blaxploitation” czyli filmów klasy B, których bohaterami byli czarnoskórzy mieszkańcy Stanów Zjednoczonych. Główne role zagrali w nim znana z „blaxploitation” Pam Grier, Samuel L. Jackson i Robert De Niro. Film Jackie Brown został przeważnie pozytywnie przyjęty przez krytyków; wskazywano na większą dojrzałość opowiadanej historii, ale też na niedoskonałość techniczną i zbyt powolną akcję. Jackson za swą rolę otrzymał Srebrnego Niedźwiedzia dla najlepszego aktora na 48. MFF w Berlinie.

#### Faza dojrzała
Po Jackie Brown reżyser miał kilkuletnią przerwę od kręcenia filmów; poświęcił ją na pisanie scenariusza do dzieła osadzonego w realiach II wojny światowej. Ostatecznie jednak zdecydował się na stworzenie filmu sensacyjnego Kill Bill z Umą Thurman jako zawodową morderczynią, która po latach śpiączki budzi się z zamiarem dokonania zemsty na swoim szefie (David Carradine). Kill Bill ukazał się w dwóch częściach w 2003 i 2004 roku; pierwsza z nich, pełna brawurowej akcji, inspirowana była azjatyckim (głównie hongkońskim) kinem sensacyjnym. Druga, bardziej stawiająca na dialogi, czerpała natomiast inspirację ze spaghetti westernów, głównie z dzieł Sergia Leone. Film ten był chwalony za wirtuozerię i grę aktorską.

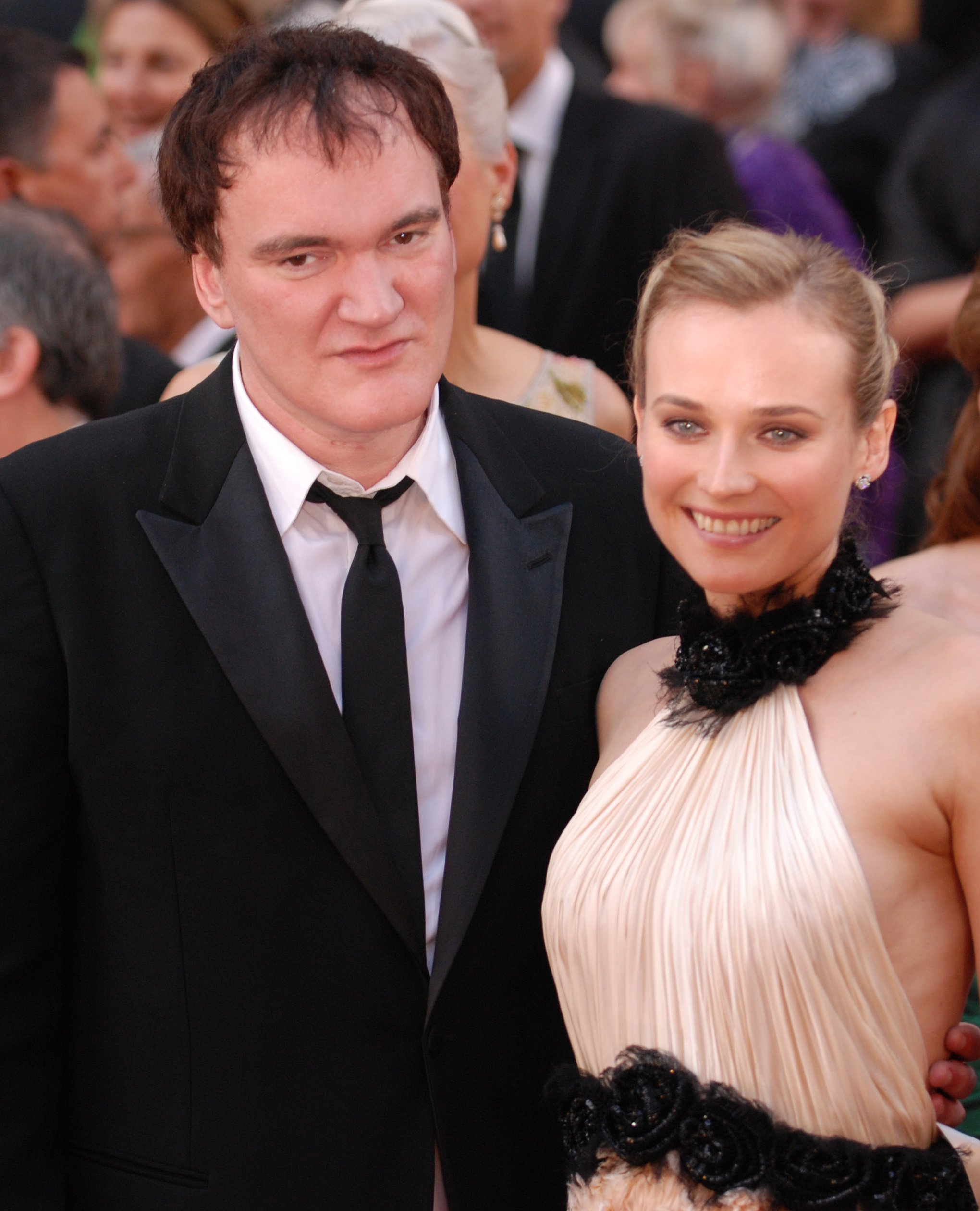
Quentin Tarantino i Diane Kruger podczas 82. ceremonii wręczenia Oscarów w 2010 roku

W 2005 roku Tarantino wziął udział w pracach nad filmem Sin City w reżyserii Rodrigueza oraz Franka Millera; wyreżyserował też odcinek serialu CSI: Kryminalne zagadki Las Vegas. W 2007 roku Tarantino ponownie podjął współpracę z Rodriguezem, owocującą dylogią filmową Grindhouse, która nawiązywała do horrorów klasy B z lat 70. XX wieku. Tarantino nakręcił pierwszą jej część, Death Proof, traktującą o kaskaderze (Kurt Russell) zabijającym swe ofiary samochodem. Death Proof poniósł klęskę finansową, mimo że stanowił wyrafinowaną parodię taniego kina oraz został pokazany z sukcesem na festiwalu w Cannes. Bardziej udany okazał się komediodramat wojenny Bękarty wojny (2009) na podstawie porzuconego przedtem scenariusza Tarantino, którego bohaterami byli amerykańscy żołnierze żydowskiego pochodzenia zrzuceni do Europy z zadaniem zorganizowania zamachu na Adolfa Hitlera. Bękarty wojny również odniosły sukces jako wyrafinowana parodia kina wojennego, aczkolwiek niektórzy krytycy uznali ten film za przegadany i zbyt brutalny. Odgrywający rolę oficera SS Christoph Waltz otrzymał Oscara dla najlepszego aktora drugoplanowego.
W grudniu 2012 roku odbyła się premiera kolejnego filmu Tarantino, westernu Django, z nazwy inspirowanego filmem Sergia Corbucciego o tym samym tytule. Bohaterem Django jest czarnoskóry niewolnik (Jamie Foxx), który wraz z łowcą głów (Christoph Waltz) poszukuje swojej żony. Dzieło Tarantino zostało pozytywnie przyjęte przez prasę, która zauważała w nim naśladowanie stylistyką amerykańskich westernów z lat 50. XX wieku oraz podejmowanie problemu rasizmu. Django został uhonorowany dwoma Złotymi Globami oraz dwoma Oscarami, w obu przypadkach dla Tarantino za scenariusz oraz dla Waltza za rolę drugoplanową.

## Życie prywatne
30 czerwca 2017 zaręczył się z izraelską piosenkarką Daniellą Pick. Para pobrała się 28 listopada 2018 w Los Angeles. W lutym 2020 urodził się ich syn – Leo.
Jest ateistą.

## Styl filmowy
Zaliczany jest do twórców należących do postmodernizmu filmowego, charakteryzującego się drastyczną przemocą, deformacją rzeczywistości i licznymi nawiązaniami do kultury masowej. W filmach reżysera zawarte są komediowo i ironicznie potraktowana przemoc, ostentacyjne używanie rasistowskich wyrażeń przez niektórych bohaterów (na przykład wielokrotne użycie słowa nigger w Pulp Fiction), silnie akcentowana niezależność postaci kobiecych, a także swobodny kolaż różnych kultur i stylów. Główną obsesję Tarantino stanowi fascynacja kinem i jego możliwościami kreowania własnej rzeczywistości, stąd jego filmy są pełne eskapizmu. Quentin Tarantino jest scenarzystą wszystkich reżyserowanych przez siebie filmów; jedynym wyjątkiem jest Sin City: Miasto grzechu, gdzie gościnnie wyreżyserował jedną scenę.
Tarantino bierze na warsztat różnorodne filmy klasy B, wliczając w to spaghetti westerny, azjatyckie kino sensacyjne oraz niskobudżetowe horrory, zapożyczając i parodiując sceny w nich występujące (przykładowo we Wściekłych psach zawarł scenę obcinania ucha z filmu Django w reżyserii Sergia Corbucciego). Również Kill Bill jest pełen nawiązań do różnorodnych filmów klasy B – od Głębokiej czerwieni Daria Argento do Gry śmierci z Bruce’em Lee. Szczególne miejsce wśród jego klasyków zajmuje Sergio Leone, którego styl przenosił na kino sensacyjne (przykładem może być tu Kill Bill) oraz wojenne (sceneria Bękartów wojny przypomina wioskę rodem z westernu Pewnego razu na Dzikim Zachodzie). Silny wpływ na amerykańskiego reżysera wywarł również Jean-Luc Godard. W jego stylu Tarantino miesza chronologię fabularną, wydłuża akcję, prowadzi fabułę niezgodnie z oczekiwaniem widzów oraz stosuje mylące suspensy.
Charakterystyczne dla stylu Tarantino są również niedopowiedzenia oraz dbałość o rozbudowane dialogi i stronę estetyczną (szczególnie widoczną przy pierwszych jego filmach, które kręcił wraz z operatorem Andrzejem Sekułą).

## Odznaczenia
- Officier Orderu Sztuki i Literatury – Francja, 2004[50]

## Filmografia
Na podstawie źródeł:
| Rok  | Tytuł                                                 | Reżyser | Scenarzysta | Producent | Aktor | Rola                                       | Uwagi                                                              |
| ---- | ----------------------------------------------------- | ------- | ----------- | --------- | ----- | ------------------------------------------ | ------------------------------------------------------------------ |
| 1987 | My Best Friend’s Birthday                             | T       | T           | T         | T     | Clarence Pool                              | film krótkometrażowy                                               |
| 1991 | Reservoir Dogs: Sundance Institute 1991 June Film Lab | T       | T           |           |       | Mr. White                                  | film krótkometrażowy                                               |
| 1992 | Wściekłe psy                                          | T       | T           |           | T     | Mr. Brown                                  |                                                                    |
| 1993 | Prawdziwy romans                                      |         | T           |           |       |                                            | reż. Tony Scott                                                    |
| 1994 | Pulp Fiction                                          | T       | T           |           | T     | Jimmie Dimmick                             |                                                                    |
| 1994 | Urodzeni mordercy                                     |         | T           |           |       |                                            | reż. Oliver Stone                                                  |
| 1994 | Dwoje, czyli troje                                    |         |             |           | T     | Sid                                        | reż. Rory Kelly                                                    |
| 1994 | Pokochać kogoś                                        |         |             |           | T     | Bartender                                  | reż. Alexandre Rockwell                                            |
| 1995 | Cztery pokoje                                         | T       | T           |           | T     | Chester                                    | film nowelowy, Tarantino wyreżyserował nowelę Człowiek z Hollywood |
| 1995 | Włącz się do gry                                      |         |             |           | T     | Johhny Destiny                             | reż. Jack Baran                                                    |
| 1995 | Desperado                                             |         |             |           | T     | Facet w barze                              | reż. Robert Rodriguez                                              |
| 1996 | Od zmierzchu do świtu                                 |         | T           |           | T     | Richard Gecko                              | reż. Robert Rodriguez                                              |
| 1996 | Dziewczyna nr 6                                       |         |             |           | T     | Reżyser                                    | reż. Spike Lee                                                     |
| 1997 | Jackie Brown                                          | T       | T           |           |       |                                            | adaptacja powieści Elmore’a Leonarda                               |
| 2000 | Mały Nicky                                            |         |             |           | T     | Deacon                                     | reż. Steven Brill                                                  |
| 2003 | Kill Bill                                             | T       | T           |           |       |                                            |                                                                    |
| 2004 | Kill Bill II                                          | T       | T           |           |       |                                            |                                                                    |
| 2005 | Sin City: Miasto grzechu                              | T       |             |           |       |                                            | jako special guest director                                        |
| 2006 | Hostel                                                |         |             | T         |       |                                            | reż. Eli Roth                                                      |
| 2007 | Grindhouse: Death Proof                               | T       | T           | T         | T     | Warren                                     |                                                                    |
| 2007 | Grindhouse: Planet Terror                             |         |             |           | T     | Gwałciciel                                 | reż. Robert Rodriguez                                              |
| 2007 | Sukiyaki Western Django                               |         |             |           | T     | Ringo                                      | reż. Takashi Miike                                                 |
| 2007 | Hostel II                                             |         |             | T         |       |                                            | reż. Eli Roth                                                      |
| 2009 | Bękarty wojny                                         | T       | T           |           | T     | Oskalpowany nazista / Amerykański żołnierz |                                                                    |
| 2012 | Django                                                | T       | T           |           | T     | Pracownik kopalni                          |                                                                    |
| 2015 | Nienawistna ósemka                                    | T       | T           |           | T     | Narrator                                   |                                                                    |
| 2019 | Pewnego razu... w Hollywood                           | T       | T           | T         | T     | Reżyser reklamy papierosów (głosowe cameo) |                                                                    |

## Nagrody
- Nagroda na MFF w Cannes 1994: Pulp Fiction (Najlepszy scenariusz)
- Nagroda Akademii Filmowej
  - 1995: Pulp Fiction (Najlepszy scenariusz)
  - 2013: Django (Najlepszy scenariusz)
- Złoty Glob
  - 1995: Pulp Fiction (Najlepszy scenariusz)
  - 2013: Django (Najlepszy scenariusz)
  - 2020: Pewnego razu... w Hollywood (Najlepszy scenariusz)